# Heiko Postma
Heiko Postma (né le 26 juillet 1946 à Wesermünde) est un publiciste, écrivain et traducteur allemand.

## Biographie
Postma grandit à Bremerhaven et étudie l'allemand, la philosophie et les sciences politiques à l'université de Hanovre. En 1975, il obtient son doctorat sous la direction Hans Mayer avec un thèse sur Arno Schmidt. Postma travaille longtemps dans le service scolaire de Basse-Saxe (notamment à l'école Käthe-Kollwitz de Hanovre (de)), parallèlement à des activités journalistiques (journal, radio). De 1985 à 2011, il est rédacteur en chef du magazine littéraire die horen. Zeitschrift für Literatur, Kunst und Kritik (de). Postma travaille encore plus longtemps pour le Hannoversche Allgemeine Zeitung et d'autres journaux, magazines et stations de radio. Pendant quelques années, il est le modérateur de la série radio « Das Literarische Rätsel » aux côtés de Roland H. Wiegenstein (de) sur la radiodiffusion nord-allemande (NDR), l'Ostdeutscher Rundfunk Brandenburg (de) (ORB) et la radiodiffusion ouest-allemande. Postma publie des essais sur la littérature européenne, des gloses, des critiques de livres et de théâtre, des contributions à des recueils d'essais, des chroniques de journaux (Galerie der Detektive, Universum der Phantasten), des biographies sur Jules Verne, Heinrich Albert Oppermann (de) et Robert Burns, des traductions (par ex. Robert Burns, ainsi que des comédies de William Shakespeare, Carlo Goldoni et Ludvig Holberg) et des éditions en série (Cabinet du fantastique).
Avec un vaste programme de lecture (y compris sur Wilhelm Busch, Jeremias Gotthelf, Robert Burns, Annette von Droste-Hülshoff et Hanovre dans la littérature du XVIIe au XXe siècle) il se produit dans toute l'Allemagne, mais principalement dans le nord de l'Allemagne. Un pseudonyme qu'il utilise est Thomas O'Kiep (anagramme de Heiko Postma).
Postma vit en tant qu'auteur indépendant à Hanovre la capitale de la Basse-Saxe.

## Publications (sélection)
- Aufarbeitung und Vermittlung literarischer Traditionen. Arno Schmidt und seine Arbeiten zur Literatur. Hannover 1975 (Hannover, Technische Universität, Dissertation, 1975), (2. Auflage, um Vorbemerkung und Anhang vermehrt. Bangert & Metzler, Frankfurt am Main 1982  (ISBN 3-924147-00-0)).
- als Herausgeber: Galerie der Detektive. 123 Portraits von Sherlock Holmes bis Nero Wolfe. Mit einer Bibliographie. Revonnah, Hannover 1997  (ISBN 3-927715-50-6).
- mit Ronald Meyer-Arlt: War Goethe Schillers Flöte? 100 Fragen zu Leben & Werk des Dichters (= edition die horen. Bd. 25). Wirtschaftsverlag N. W. Verlag für Neue Wissenschaft, Bremerhaven 1999  (ISBN 3-89701-443-2).
- Wer irrt hier durch den Bücherwald? Das literarische Rätselbuch von Magister Tinius. Revonnah, Hannover 2000  (ISBN 3-927715-98-0).
- Gute Nacht, Goethe! Friedrich Theodor Vischer und sein „Faust III“. Revonnah, Hannover 2001  (ISBN 3-934818-30-7).
- „Mit Whisky trotzen wir dem Satan!“ Leben und Lieder des schottischen Barden Robert Burns (1759–1796). Revonnah, Hannover 2003  (ISBN 3-934818-14-5) (mehrere Auflagen).
- als Übersetzer aus dem Schottischen: Robert Burns: The Jolly Beggars. A Cantata. = Die munteren Bettler. Revonnah, Hannover 2005  (ISBN 3-934818-62-5).
- mit Ekkehard Böhm: Reisende in Anderswelten. Kleine Galerie großer Helden der phantastischen Literatur. 42 Klassiker des Genres. Revonnah, Hannover 2005  (ISBN 3-934818-48-X).
- als Übersetzer aus dem Englischen: Charles Dickens: Ein Weihnachtslied. In Prosa. Das ist: eine Weihnachts-Geister-Geschichte. = A Christmas Carol. Revonnah, Hannover 2006  (ISBN 3-934818-67-6) (mehrere Auflagen) und JMB, Hannover 2010  (ISBN 978-3-940970-31-2).
- „Als wenn der Blitz einschlüge“. Über den Experimental-Denker Georg Christoph Lichtenberg (1742–1799) (= Von Büchern und Menschen.Bd. 5). JMB, Hannover 2008  (ISBN 978-3-940970-05-3).
- „Auf wildem Pfad durch Fels und Heide“. Mit Robert Burns in den schottischen Highlands. Revonnah, Hannover 2008  (ISBN 978-3-934818-81-1).
- „ ... dann leben sie noch heute.“ Über die Gelehrten, Volkskundler und Märchensammler Jacob & Wilhelm Grimm (1785–1863 & 1786–1859) (= Von Büchern und Menschen. Bd. 7). JMB, Hannover 2008  (ISBN 978-3-940970-07-7).
- „Exzellent!“, rief ich. „Elementar“, sagte er. Über Sherlock Holmes & Doktor Watson nebst einigen Betrachtungen zu Sir Arthur Conan Doyle. Sowie einem Anhang mit drei Holmes-Episoden außerhalb des Kanons (= Von Büchern und Menschen. Bd. 3). JMB, Hannover 2008  (ISBN 978-3-940970-03-9).
- Goldene Körner in des Lesers Phantasie. Über Leben und Werk des Schriftstellers Wilhelm Hauff (1802–1827) (= Von Büchern und Menschen.Bd. 4). JMB, Hannover 2008  (ISBN 978-3-940970-04-6).
- „Ich müßte lachen, wenn gerade die Welt unterginge …“ Über den Dicht-, Denk- und Zeichenkünstler Wilhelm Busch (1832–1908) (= Von Büchern und Menschen.Bd. 1). JMB, Hannover 2008  (ISBN 978-3-940970-01-5).
- Märchenblumen und der süße Reiz der Sage. Über den Forscher und Sammler, Poeten und Erzähler Ludwig Bechstein (1801–1860) (= Von Büchern und Menschen.Bd. 6). JMB, Hannover 2008  (ISBN 978-3-940970-06-0).
- „Mein Gott! Da sieht es sauber aus!“ Eine literarische Zeitreise durch Hannover. JMB, Hannover 2008  (ISBN 978-3-940970-99-2).
- „Und darf nur heimlich lösen mein Haar …“ Über die Dichterin Annette von Droste-Hülshoff (1797–1848). (= Von Büchern und Menschen. Bd. 8). JMB, Hannover 2008  (ISBN 978-3-940970-08-4).
- Der Unzeitgeistliche. Über den kampfstarken Pfarrer und Schriftsteller Albert Bitzius alias Jeremias Gotthelf (1797–1854) (= Von Büchern und Menschen.Bd. 2). JMB, Hannover 2008  (ISBN 978-3-940970-02-2).
- In Radebeul auf fremden Pfaden. über Werk & Wesen, Leben & Lebenslegende des Volksschriftstellers Karl May (1842–1912) (= Von Büchern und Menschen. Bd. 19). JMB, Hannover 2011  (ISBN 978-3-940970-19-0).
- «...um des Reimes willen» Über den Poeten Christian Morgenstern (1871–1914), jmb-Verlag, Hannover 2015  (ISBN 978-3-944342-61-0).